# Róbert László (újságíró)
Róbert László, születési nevén Roth László (Pécs, 1926. február 13. – 2019. február 7.) magyar újságíró, főszerkesztő, riporter.

## Élete
Roth Mihály (1891–1929) és Müncz Erzsébet fiaként született. 1936 és 1944 között a pécsi Széchenyi István Gimnáziumban tanult és érettségizett. 1945 és 1948 között a budapesti Pázmány Péter Tudományegyetem hallgatója volt és magyar–francia szakos tanári diplomát szerzett. 1948-ban a párizsi Institut d’Etudes Politiques posztgraduális intézetében tanult.
1945-ben a MADISZ titkára volt. 1949–50-ben bútorszállító segédmunkás volt. 1951 és 1956 között a Magyar Rádióban hírszerkesztőként dolgozott, 1954–56-ban a francia-olasz-spanyol adások szerkesztője volt. 1956-ban a Rádió Forradalmi Bizottságának tagja volt.[forrás?] 1957–1961 és 1967–1969 között Népszava főmunkatársa volt. 1962 és 1966 között a Magyar Rádió római, 1971 és 1973 között a párizsi tudósítójaként dolgozott. 1967–69 és 1973–76 között a rádió főmunkatársa volt. 1977 és 1982 között a Mafilm dramaturgja volt. 1986 és 2000 között a Külügyminisztérium Hungria című spanyol nyelvű folyóiratát szerkesztette, illetve a Le Monde Diplomatique magyar változatát. 
1971 és 2002 között tanított a strasbourgi egyetem újságíró tagozatán, a budapesti Filmfőiskolán és a Pécsi Egyetem kommunikációs tanszékén is. Írásai jelentek meg az Élet és Irodalom hetilapban, az Új Írásés a Kortárs című folyóiratokban. Többször publikált a római Repubblicában, és a párizsi Le Monde-ban.
1943–44-ben az SZDP, 1945 és 1989 között az MKP, az MDP, majd az MSZMP, 1989-tól az MSZP tagja volt. 1989 és 1990 között a MÚOSZ elnöke volt.

## Díjai, elismerései
- Rózsa Ferenc-díj (1971)
- Aranytoll (1998)
- Táncsics Mihály-díj (2004)
- Radnóti Miklós antirasszista díj (2007)
- Pulitzer-emlékdíj (2007)

## Művei

### Rádióműsora
- Ami a tudósításokból kimaradt (1965–75)

### Tv-műsorai
- Milyenek az olaszok? (1967–68)
- Milyenek az franciák? (1968–69)
- Ültessenek maniókát (1970)
- Tisztelendők (1976–92)

### Könyvei
- A világ bányászai harcban a békéért; Népszava, Budapest, 1952 (Szakszervezeti ismeretterjesztő előadások)
- Peppino. Giuseppe di Vittorio; Móra, Budapest, 1958
- Whisky bombával. Napló Indokínából; Kozmosz, Budapest, 1971
- Hotel Majestic; Kozmosz Könyvek, Budapest, 1978
- Allah nevében. Teheráni napló; Magvető, Budapest, 1979 (Gyorsuló idő)
- Libanoni tisztelendők; Magvető, Budapest, 1981 (Gyorsuló idő)
- A Greene-kapcsolat; Akadémiai, Budapest, 1988 (Egyéniség és alkotás)
- Tisztelendők; Kossuth, Budapest, 1989
- A Szentföld; fotó Tóth András, szöveg Róbert László; Kolibri, Budapest, 1989
- Zsidónak születni; T-Twins, Budapest, 1994
- Allah nevében?; Korán-idézetek ford. Simon Róbert; Kossuth, Budapest, 2001